# Грубиян (пьеса)
«Грубиян» (лат. Truculentus) — комедия-паллиата римского драматурга Тита Макция Плавта, которую относят к позднему периоду творчества этого драматурга. Текст пьесы сохранился в заметно испорченном виде. Какая именно греческая комедия послужила оригиналом в этом случае, неясно. По разным версиям, речь может идти о «Фаиде» Менандра, о его же «Сикионце» или «Вавилонянах» Филемона. Все эти пьесы сохранились только в незначительных отрывках, так что сделать полностью обоснованный вывод невозможно